# 스카라시

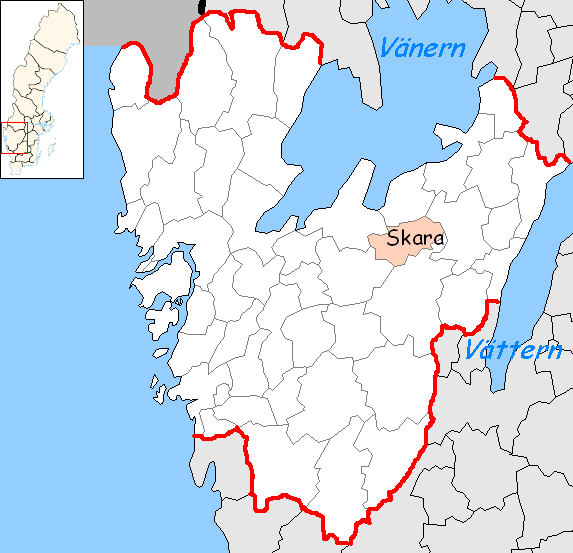
스카라 시의 위치

스카라시(스웨덴어: Skara kommun)는 스웨덴 베스트라예탈란드주에 위치한 지방 자치체로 행정 중심지는 스카라이며 면적은 448.69km2, 인구는 18,979명(2016년 12월 31일 기준), 인구 밀도는 42명/km2이다.

시 문장

## 같이 보기
- 스카라보리주